# Zipang
Zipang (яп. ジパング Дзипангу) — 26-серийный аниме-сериал Studio DEEN (2004—2005) по одноимённой манге Кайдзи Кавагути. Режиссёр — Кадзухиро Фурухаси.

## Сюжет
Современный эсминец Морских сил самообороны Японии «Мирай» выходит на совместные учения с ВМС США в Тихий океан и попадает в бурю. Выйдя из неё, «Мирай» натыкается на флагмана Имперского флота Японии — линкор «Ямато», оказавшись в 1942 году, в ночи перед битвой при Мидуэе.
Эсминец не присоединяется ни к одной воюющей стороне, не желая менять историю. С подбитого самолёта современные моряки подбирают флотского разведчика Кусаку. С его помощью они стремятся сократить число жертв войны, в том числе — связываясь с адмиралом Ямамото и предотвращая сражение за Гуадалканал.
У самого Кусаки возникает видение третьего варианта будущего Японии — не современной ему агрессивной державы, и не случившейся в истории побеждённой страны, а «Дзипангу».

## Название
Дзипангу — японизированное «Сипанго», изначальное название Японии в западноевропейских языках.